# تله‌کابین حیران
تله کابین حیران در منطقه نمونه گردشگری حیران آستارا در استان گیلان می‌باشد.

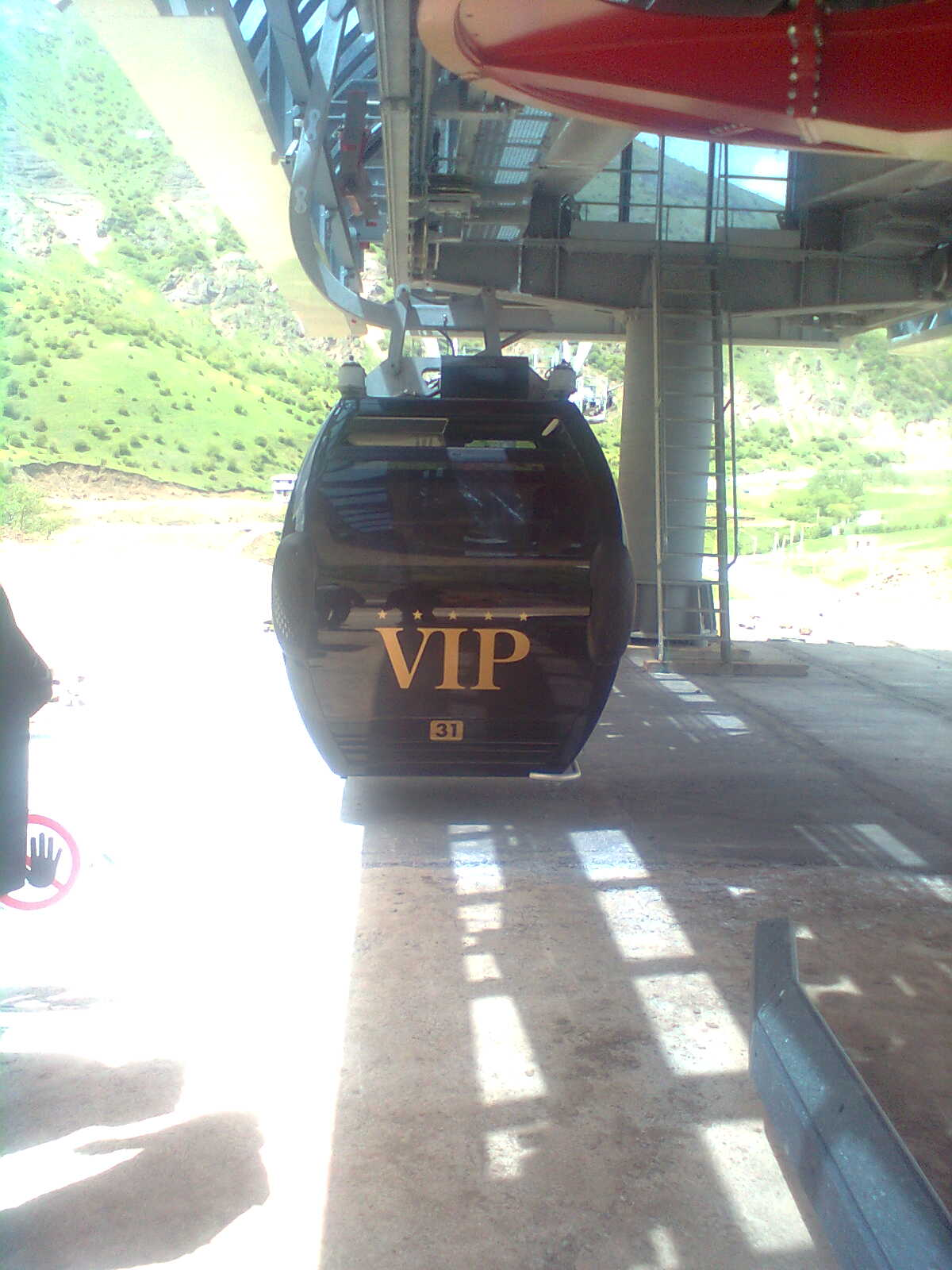
تله‌کابین جنگل فندقلو-حیران

تله کابین حیران دارای مسیری به طول ۱٬۵۰۰ متر است که در ۳۵ کیلومتری جاده آستارا به نمین در حاشیه کوهستان حیران در منطقه‌ای معروف به حاجی امیر در گیلان و اردبیل قرار دارد.
تله کابین در نقطه‌ای از گردنه حیران در گیلان شروع شده قسمتی از ان در جنگل فندقلو در استان اردبیل قرار می‌گیرد. تله کابین حیران از طرف شرق به دریای خزر و شهر آستارا، از طرف غرب و جنوب به جنگل فندقلو و از شمال نیز به شهرهای مرزی جمهوری آذربایجان مشرف است. این تله کابین دارای ۳۰ کابین شش نفره معمولی و سه کابین ویژه VIP بوده و ایستگاه‌های این تله کابین از استانداردترین ایستگاه‌های موجود در تله کابین‌های کشور است که از شرکت دوپل‌مایر اتریش خریداری شده‌است. این تله کابین بزرگترین تله کابین شمال غرب کشور و سورتمه ریلی این مجموعه به عنوان طولانی‌ترین سورتمه شمال ایران احداث شده‌است.
طرح احداث دهکده توریستی حیران از سال ۱۳۸۴ آغاز و در مدت ۶ سال توسط سرمایه‌گذار بخش خصوصی به پایان رسید. هزینه این طرح برابر با ۱۲ میلیارد تومان بوده و با حضور استانداران وقت اردبیل و گیلان افتتاح شد.

## اتهامات زمین‌خواری
در سالهای ۱۳۹۴–۱۳۹۵ با طرح مواردی از سوی صفر نعیمی رز یکی از اعضا کمیسیون امنیت ملی مجلس مبنی بر بحث زمین‌خواری در منطقه حیران و دخالت کمال‌الدین پیرمؤذن و برخی از وزرای دولت احمدی‌نژاد مطرح شد که در این خصوص دادستان کل کشور و استاندار وقت گیلان در این خصوص اقدام به بررسی کردند. در پی این موضوع مالک این مجموعه ابتدا به تخریب بخشی از سورتمه و سپس قسمتی از پیست کارتینگ اقدام کرد.